# Nectomys apicalis
Nectomys apicalis és una espècie de mamífer rosegador de la família dels cricètids. Viu a altituds d'entre 200 i 1.250 msnm a Bolívia, el Brasil, l'Equador i el Perú. Es tracta d'un animal nocturn i solitari que s'alimenta d'artròpodes, fruita i fongs. El seu hàbitat natural són les ribes dels rius que transcorren per boscos tropicals de plana. És una espècie en risc mínim, és a dir, no sembla que hi hagi cap amenaça significativa per a la seva supervivència.